# Крири
Крири (пол. Kryry, нім. Krier) — село в Польщі, у гміні Сушець Пщинського повіту Сілезького воєводства.
Населення — 1381 особа (2011).
У 1975-1998 роках село належало до Катовицького воєводства.

## Демографія
Демографічна структура станом на 31 березня 2011 року:
|          | Загалом | Допрацездатний вік | Працездатний вік | Постпрацездатний вік |
| -------- | ------- | ------------------ | ---------------- | -------------------- |
| Чоловіки | 690     | 161                | 455              | 74                   |
| Жінки    | 691     | 149                | 408              | 134                  |
| Разом    | 1381    | 310                | 863              | 208                  |